# La Lune (journal)
La Lune est un journal hebdomadaire satirique français, qui a paru de 1865 à 1868, et qui fut remplacé par L’Éclipse.

## Histoire du journal
En 1865, François Polo, libraire républicain qui édite des pamphlets contre l’empereur Napoléon III et ancien collaborateur du Nain jaune, fonde le journal La Lune en réponse à Polydore Millaud qui venait de lancer Le Soleil.
Dès le no 5, André Gill fournit des caricatures, des portraits-charges.
D'abord un quotidien, La Lune devient un hebdomadaire à partir du no 7 et porte comme sous-titre « semaine comique illustrée ». Le tirage de certaines éditions monte jusqu'à 40 000 exemplaires.
En décembre 1867, le journal est interdit par la censure à la suite de la publication de deux caricatures, l'une représentant Napoléon III en Rocambole (n° 87), l'autre montrant le Pape et Garibaldi en lutteurs masqués (no 89) : Polo est condamné et le journal disparaît le 19 janvier 1868.
L'édition totalise 98 numéros, imprimée chez G. Towne à Paris.
La réputation de ce journal fut telle, que de 1876 à 1879, paraissent sous la direction d'André Gill, d'abord La Lune rousse puis La Petite Lune. Fondée en 1880, La Nouvelle Lune fait aussi explicitement référence à son illustre devancière.

## Contributeurs
Les artistes suivants ont contribué aux lithographies ou aux illustrations de La Lune puis de L’Éclipse et sont bien souvent les mêmes que ceux du journal Le Charivari :
- André Gill
- Draner
- Gédéon Baril
- Édouard Pépin

## Quelques unes

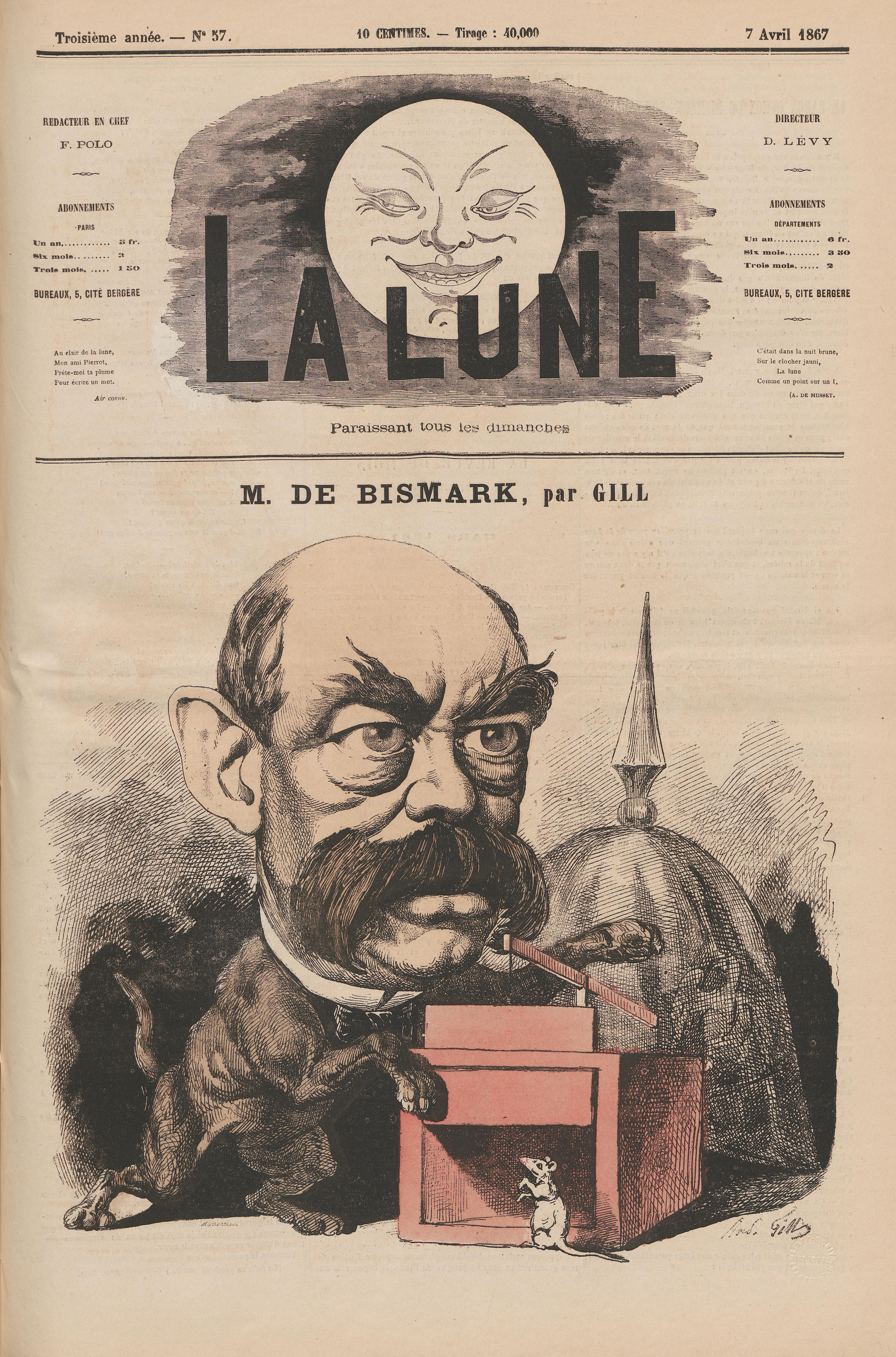
BIsmark,
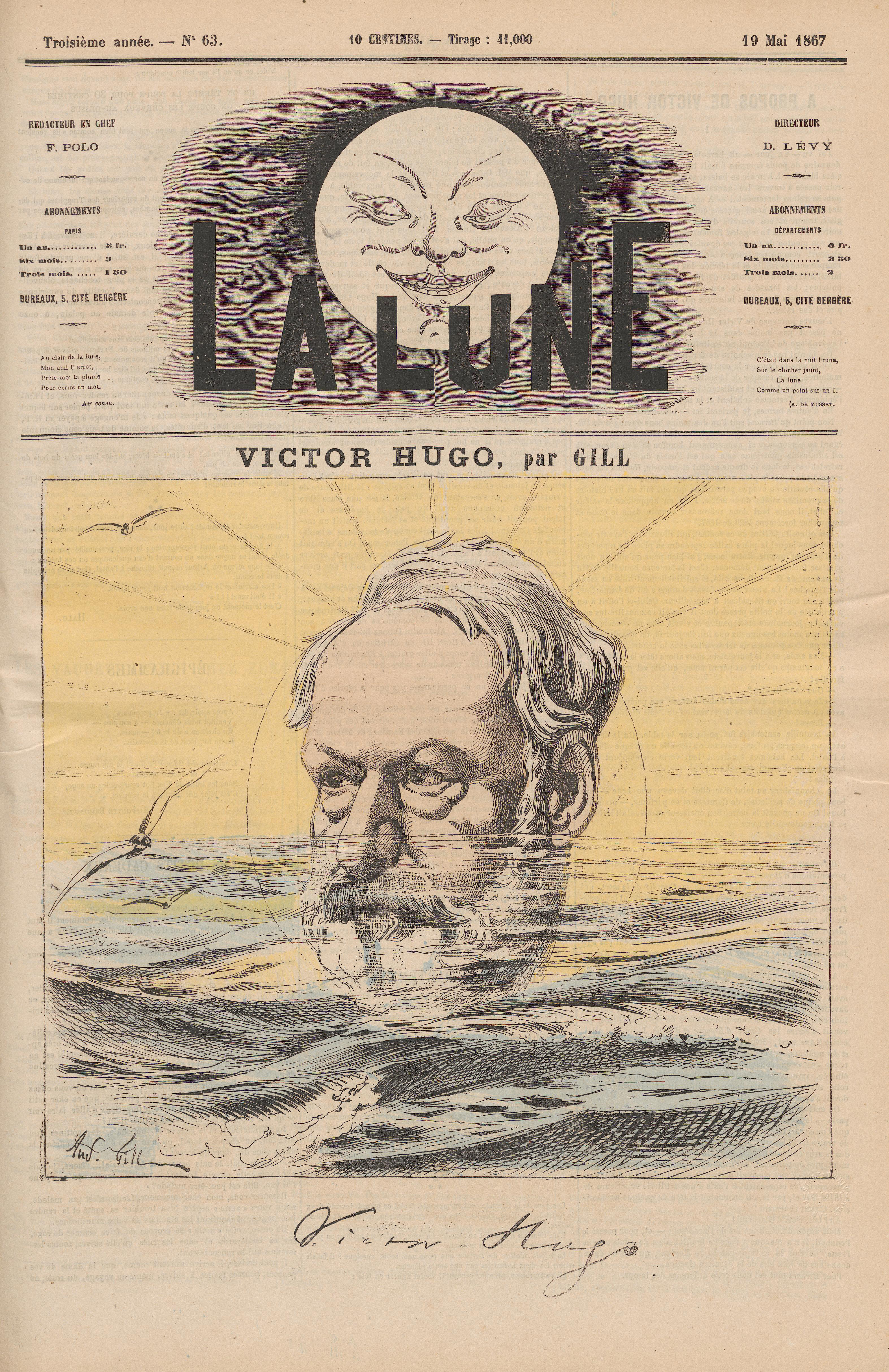
Hugo,
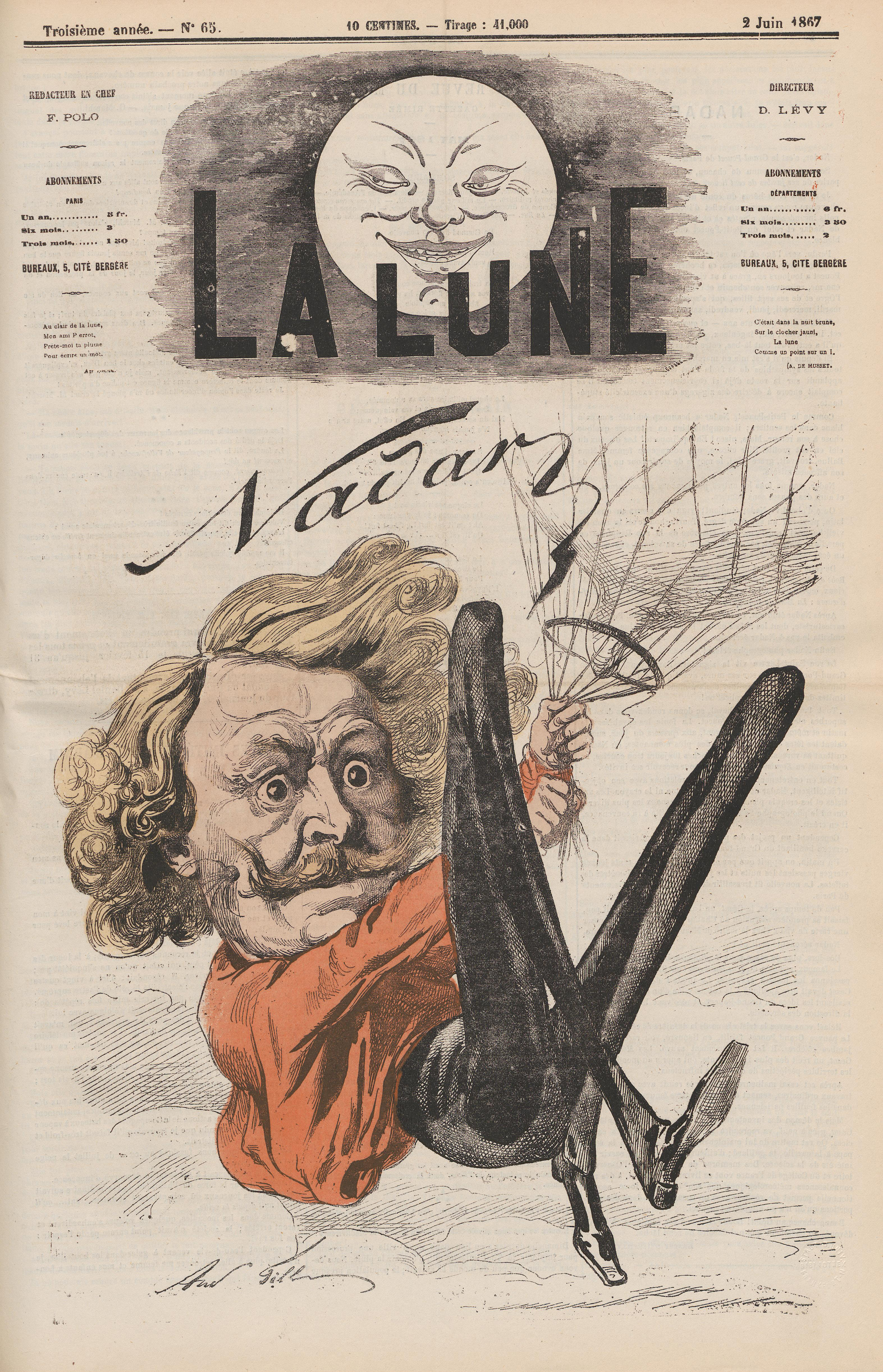
Nadar,
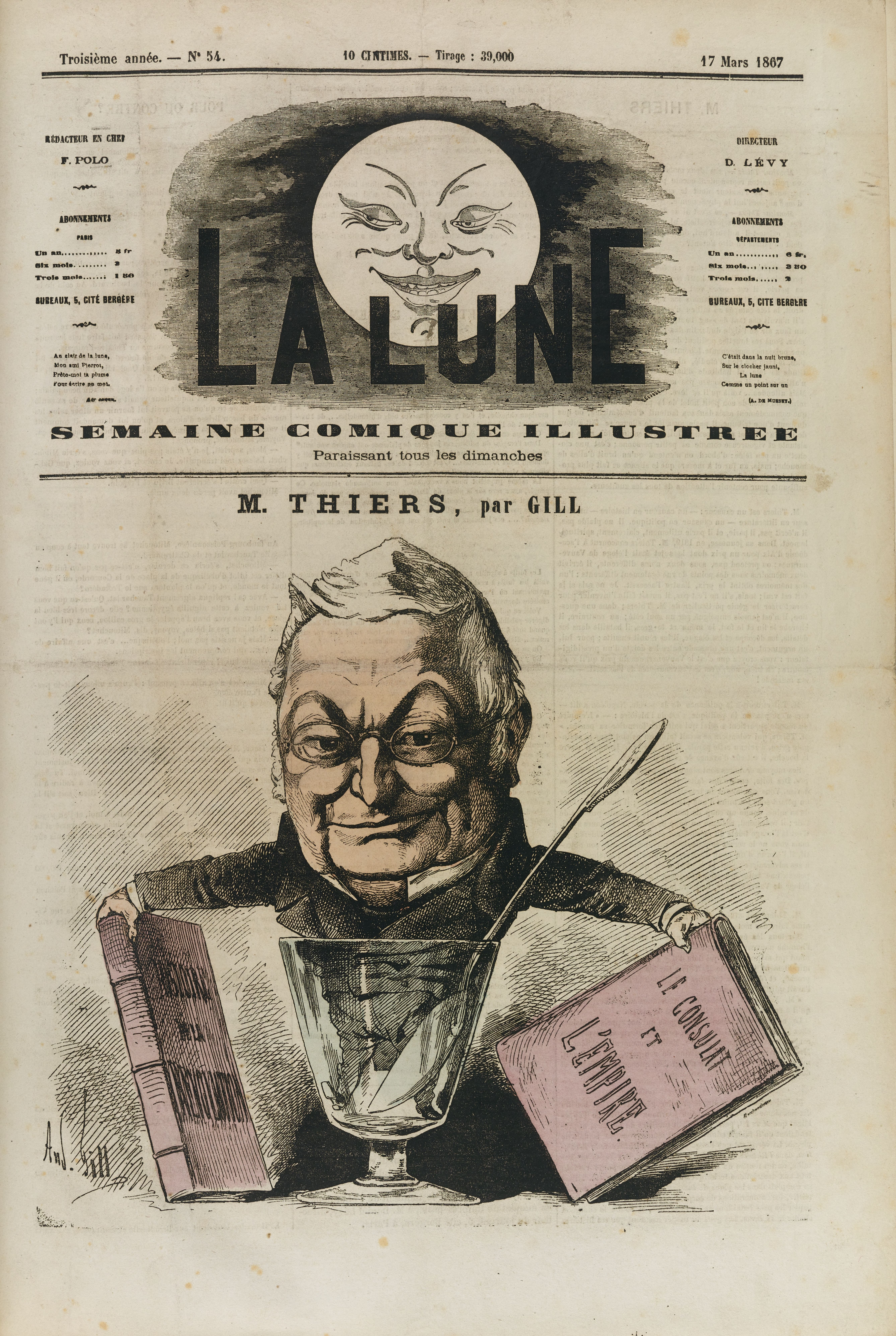
Thiers,
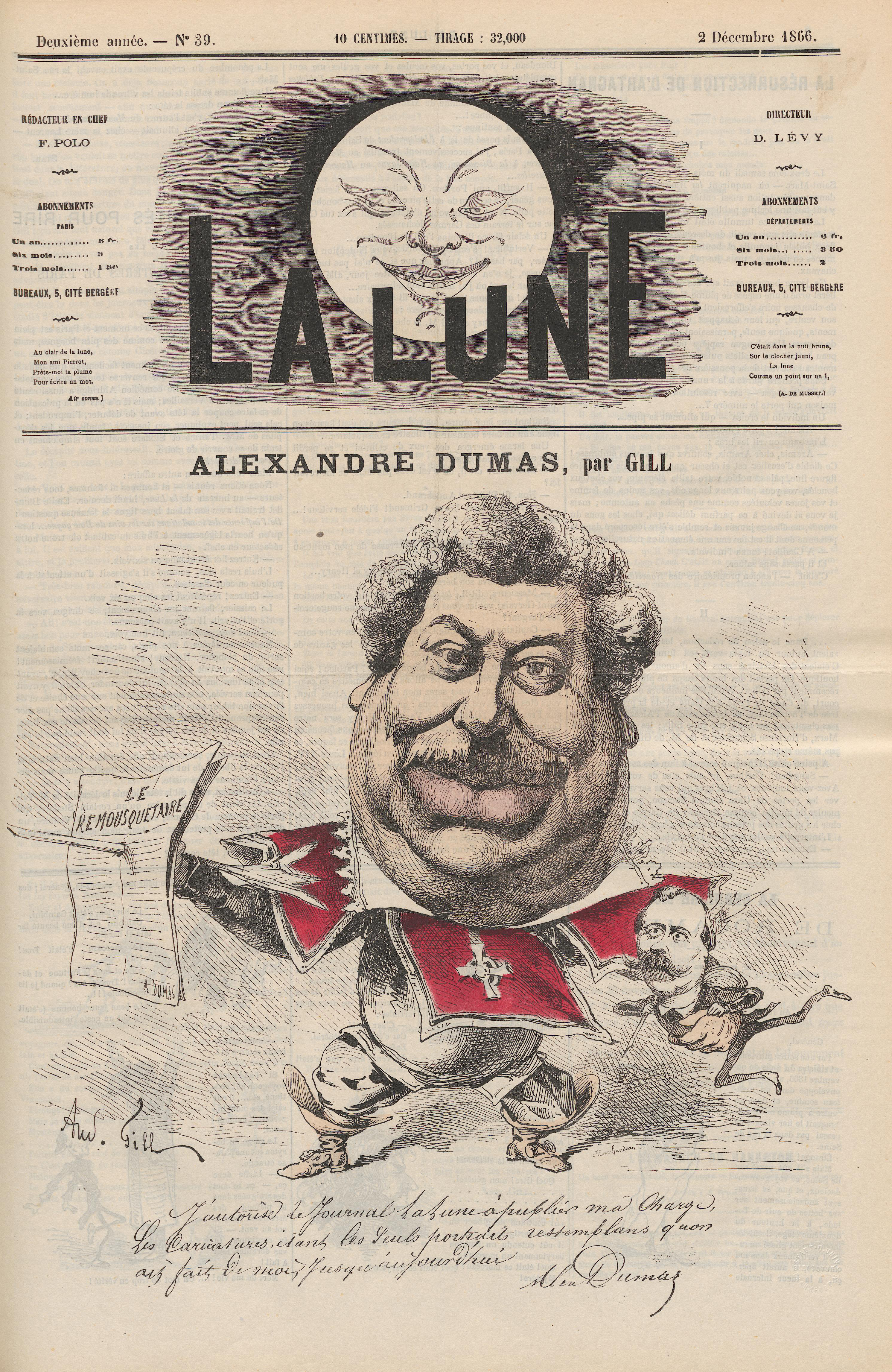
Dumas père,
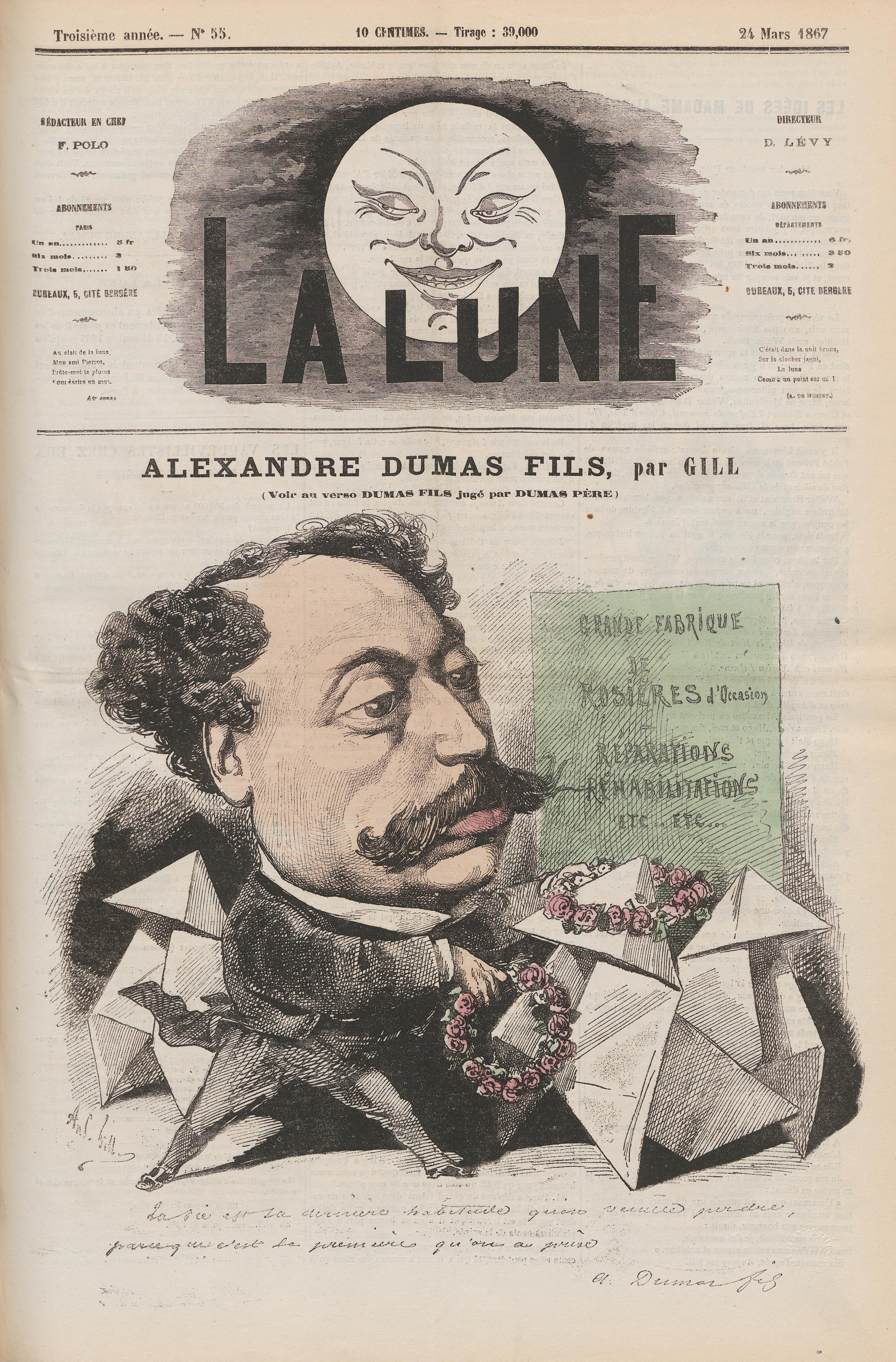
Dumas fils.